# Arrepentimiento (cristianismo)

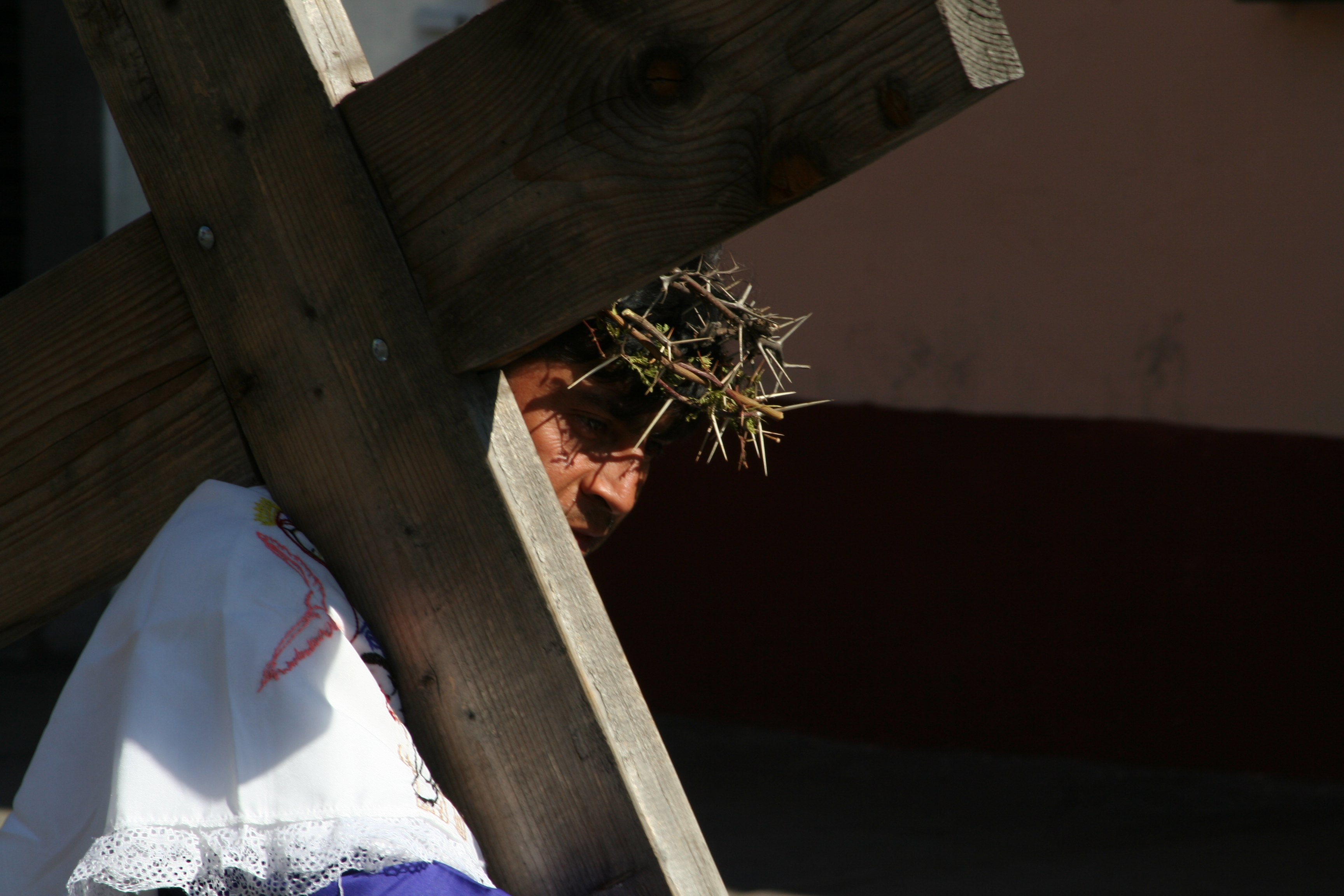
Algunos fieles manifiestan el arrepentimiento mediante la penitencia y el dolor físico.

El arrepentimiento en cristianismo es reconocimiento, confesión y renuncia de pecado.

## Orígenes
En el lenguaje del Nuevo Testamento, en griego, "metanoia" significa un cambio de pensamientos internos y actos externos.
En el Nuevo Testamento, Juan el Bautista pidió arrepentimiento durante sus discursos. Jesús también pidió arrepentimiento cuando proclamó el Evangelio para la salvación.  Fue un punto focal en la predicación de  Pedro y Pablo de Tarso.

## Características
El arrepentimiento implica el reconocimiento, la confesión y la renuncia de pecado para aceptar la transformación y redención de Dios.
En el cristianismo, los actos de arrepentimiento no reciben el perdón de Dios por los pecados; más bien, el perdón se da como un regalo de Dios a los que salva. También se considera que acepta la muerte de Jesús por los pecados de los humanos.

### Catolicismo
En catolicismo, el arrepentimiento tiene lugar al comienzo de la celebración eucarística (misa), o antes del sacramento de la penitencia.

### Cristianismo evangélico
En cristianismo evangélico, el arrepentimiento es necesario para salvación y nuevo nacimiento. Hay invitaciones especiales durante los sermones y cultos para arrepentimiento.   También es parte de la vida cristiana y del proceso de santificación.